# Gavrilov (cráter)

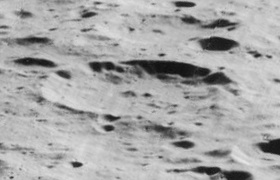
Imagen oblicua desde el Lunar Orbiter 5

Gavrilov es un cráter de impacto situado en la cara oculta de la Luna. Se encuentra al sur del cráter muy erosionado Vernadskiy, y al norte de Vetchinkin.

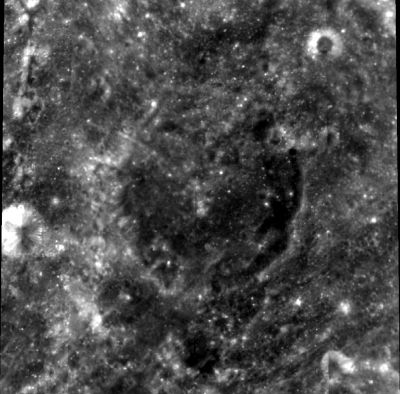
Fotografía de la misión Clementine (1994)

Es una formación circular y relativamente simétrica, con cierta erosión del borde externo. Presenta algunos pequeños cráteres en la mitad oriental del interior, y una pequeña elevación central cerca del punto medio.

## Cráteres satélite
Por convención estas características son identificadas en mapas lunares poniendo la letra en el lado del cráter punto medio que está más cerca de Gavrilov.
|       | \| Alder \| Coordenadas \| Diámetro \| \| ----- \| ------------------------------ \| -------- \| \| A \| 19°36′N 131°54′E / 19.6, 131.9 \| 26 km \| \| K \| 15°00′N 132°30′E / 15.0, 132.5 \| 38 km \| |          |
| Alder | Coordenadas | Diámetro |
| A     | 19°36′N 131°54′E / 19.6, 131.9 | 26 km    |
| K     | 15°00′N 132°30′E / 15.0, 132.5 | 38 km    |